# Planty (Krakau)

Planty (groen) rondom de binnenstad van Krakau

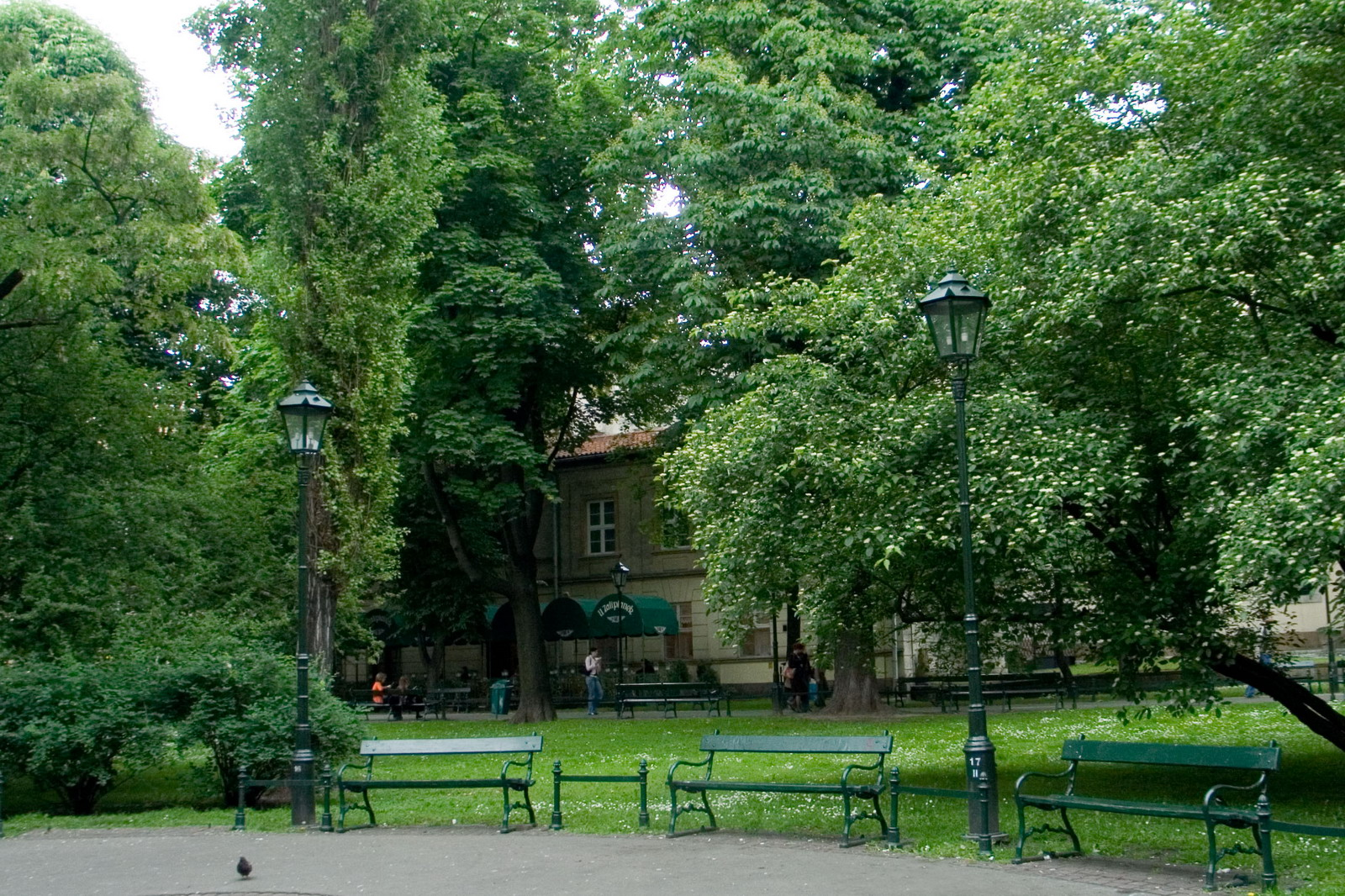
Pad in Planty met zitbankjes

Planty (krakowskie) is een stadspark in Krakau. Het park, dat de Oude Stad omringt, werd aangelegd in de jaren 1822-1830. De oppervlakte bedraagt 21 ha, de lengte is vier kilometer.
Planty werd aangelegd op de plek van de begin 19de eeuw verwijderde fortificaties, bestaande uit stadsmuren en aarden wallen. Het was een moerasachtig, verwaarloosd terrein en werd gebruikt als vuilstortplaats en rioolafvoer. In 1820 werd besloten tot inrichting van stadstuinen ter plaatse. In en na de Tweede Wereldoorlog raakte het park in slechte staat. Vanaf 1989 is het weer opgeknapt.
In het park bevinden zich fonteinen en standbeelden, waaronder van Nicolaas Copernicus, Hedwig van Polen, Wladislaus II Jagiello van Polen, Theotokos en figuren uit de gedichten van Adam Mickiewicz. Voorheen was er een standbeeld van Frédéric Chopin. Enkele verdedigingswerken in het noorden, waaronder de Florianuspoort (Brama Floriańska) en Barbakan, zijn bewaard gebleven. Het kasteel Wawel, de Sint-Annakerk en enkele universiteitsgebouwen liggen aan het park.